# راسيل كرو
راسيل كرو (بالإنجليزية: Russell Crow)‏ هو لاعب كرة قدم أسترالية أسترالي، ولد في 17 سبتمبر 1941.

## وصلات خارجية
- راسيل كرو على موقع AustralianFootball.com (الإنجليزية)
- راسيل كرو على موقع AFLtables.com (الإنجليزية)